# Nadace PPF
Nadace PPF je nestátní nezisková organizace zřizovaná společností PPF a.s. Byla založena v roce 2019 s cílem podporovat kulturu, sport, vědu, vzdělávání, komunitní život a péči o české kulturní dědictví. Za dobu své existence obdarovala několik desítek projektů souhrnnou částkou přesahující 100 milionů korun.

## Vznik a účel nadace
Nadace PPF vznikla a byla registrována 25. září 2019.
Za cíl si nadace dala podporovat projekty z různých oblastí a jejich prostřednictvím napomáhat rozvoji české občanské společnosti. Klade přitom důraz na konzervativní hodnoty a svobodu, pluralitu názorů a respekt k ostatním, rovné příležitosti a posílení české stopy ve světě.
Jedním z důležitých kritérií pro podporu, které nadace vyjadřuje sloganem „děláme dobré projekty ještě lepšími“, jsou dosavadní úspěchy žadatele. Nejedná se tedy o nové, začínající aktivity, ale zpravidla o zavedené projekty, které usilují o posun, zlepšení nebo rozšíření své činnosti.

## Začátky fungování a pandemie covidu-19
Několik měsíců po založení nadace vypukla celosvětová pandemie onemocnění covid-19. Správní rada se proto rozhodla rozšířit působnost i na oblast pomoci v boji s touto chorobou. V průběhu roku 2020 tak nadace darovala více než 43 milionů korun na nákup zdravotních pomůcek a materiálu a na vývoj a distribuci nouzových plicních ventilátorů CoroVent.

## Zaměření podpořených projektů
Nadace na svých webových stránkách dělí podpořené projekty do tří oblastí:
- kultura
- sport
- společnost

### Kultura
Nadace se ve své podpoře v oblasti kultury zaměřuje primárně na projekty, které jsou inovativní (např. Film Naživo) nebo které mají mezinárodní přesah a reprezentují Českou republiku na světové kulturní scéně (např. výstava Ronyho Plesla v Benátkách během Bienále, vystavení sochy Jaroslava Róny na světové výstavě Expo 2020 v Dubaji). Pandemie covidu-19 pak v rámci těchto kritérií ještě vyzdvihla projekty, které se výrazným způsobem zasadily o adaptaci živé kultury na mimořádně ztížené podmínky (Cirk La Putyka, aktivity hudebního festivalu Metronome Prague).

### Sport
Ve sportovní sféře podporuje nadace počiny, které rozšiřují nabídku veřejných sportovních akcí, přičemž vytvářejí dobré podmínky pro sportování dětí a rodin (např. projekty Kolo pro život a Stopa pro život). Dále akce, které do České republiky přinášejí mezinárodní kontext a zkušenosti (např. L’Etape Czech Republic by Tour de France), a sportovní organizace, které kladou důraz na výchovu dětí a mládeže, přičemž sport vnímají mimo jiné jako prostředek k různým formám vzdělání (např. Veslařský klub Slavia Praha nebo Squashclub Strahov).
Specifické postavení mezi sportovními projekty zaujímá platforma Bez frází, která je v českém prostředí mimořádným počinem v oblasti sportovní žurnalistiky.

### Společnost
Do třetí oblasti nadační podpory spadají, kromě výše zmíněných aktivit na pomoc v boji s onemocněním covid-19, projekty, které usilují o rozvoj neziskového sektoru (např. Česko.Digital), komunitního života (stavby skautských kluboven) a také o otevřenou a funkční občanskou společnost (např. Jagello 2000, Pražské centrum transatlantických vztahů nebo Občanský institut), včetně důrazu na její duševní (aplikace Nepanikař) i fyzické zdraví (Loono).

## Činnost
Ve své činnosti se nadace neomezuje pouze na finanční podporu, ale na realizaci podpořených projektů se aktivně podílí také koncepčně a někdy i výkonně (například projekt Vzory vzorům ve spolupráci s Bez frází). S jejich zástupci probírá detailně záměry a cíle projektu, jeho finanční plán i rozpočet a snaží se poskytnout odbornou pomoc a podporu, včetně propojení s dalšími subjekty, pro které je projekt relevantní.
Jedním z důležitých prvků, který nadace začlenila do svého fungování v roce 2021, je princip synergie mezi projekty a jejich propojování.

## Financování
Prostředky do nadace poskytují výhradně subjekty ze skupiny PPF.